# Chorda obliqua membranae interosseae antebrachii

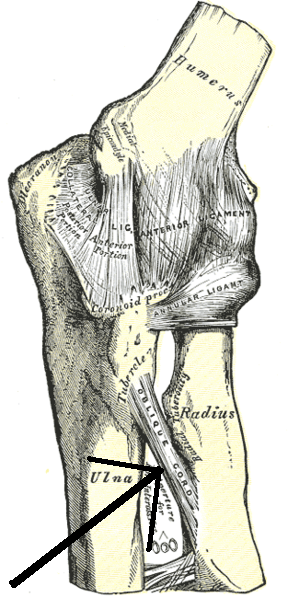
A könyököt alkotó csontok (a nyíl mutatja a pici szalagot)

A chorda obliqua membranae interosseae antebrachii egy pici szalag, ami keresztirányban feszül a singcsont (ulna) dudorának külső oldala és az orsócsont (radius) között, a tuberositas radii alatt.
Néha hiányzik ez a szalag.